# Avahi occidentalis
Avahi occidentalis är en primat i släktet ullmakier som förekommer på nordvästra Madagaskar. Den listades tidigare som underart till Avahi laniger och godkänns sedan 1990-talet som självständig art.

## Utseende
Arten har liksom andra ullmakier en ullig päls. Pälsen är grå på baksidan och något ljusare vid buken. På ryggen och vid svansen finns ibland sandfärgade skuggor. Nosen är nästan naken och svart. Även kring de orangeröda ögonen finns en svart ring. Med en kroppslängd (huvud och bål) av 25 till 28,5 cm, en svanslängd av 31 till 36,5 cm och en vikt av 700 till 900 gram är Avahi occidentalis lite mindre än Avahi laniger.

## Utbredning och habitat
Denna primat förekommer med två från varandra skilda populationer i norra delen av provinsen Mahajanga. Den hittas bland annat i Ankarafantsika nationalpark. Hela utbredningsområdet är inte större än 5000 km². Habitatet utgörs av lövfällande skogar.

## Ekologi
Ett monogamt föräldrapar och deras ungar bildar en liten flock. Gruppen har ett cirka två hektar stort revir. Territorierna av olika flockar kan överlappa varandra. För kommunikationen har de olika läten samt doftkörtlar. De är aktiva mellan skymningen och gryningen och äter främst blad. På grund av födans ringa näringsvärde vilar individerna ofta.
Efter 120 till 150 dagar dräktighet föder honan i september eller oktober ett enda ungdjur. Ungefär två år efter födelsen lämnar ungdjuret sin ursprungliga flock.

## Hot och status
Det största hotet mot arten är skogsavverkningar och svedjebruk. Ibland faller en individ offer för jakt. Beståndet minskar och därför listas Avahi occidentalis av IUCN som starkt hotad (EN).